# Coniopteryx gordica
Coniopteryx gordica är en insektsart som beskrevs av Meinander 1983. Coniopteryx gordica ingår i släktet Coniopteryx och familjen vaxsländor. Inga underarter finns listade i Catalogue of Life.